# Kuah
Kuah (en malayo: Kuah) es una localidad de Malasia, en el estado de Kedah, capital del archipiélago y distrito de Langkawi, un conjunto de 99 islas denominadas la «joya de Kedah» (en malayo: Langkawi Permata Kedah).
Se encuentra a 4 m sobre el nivel del mar. 

## Demografía
Según estimación 2010 contaba con 41605 habitantes.